# 贞洞第一教会
貞洞第一教會（：／）是韓國的第一座监理会教堂，位于首爾特別市中區貞洞，毗鄰德壽宮。1977年11月22日列为史蹟第256號。

## 历史
1885年10月11日，美国监理会传教士亚篇薛罗（Henry Gerhard Appenzeller）在家中举行了韩国监理会的第一次礼拜。1894年，信徒人数超过200人，于是在1895年9月正式建堂。1897年12月26日建成献堂。该堂称为韩国第一座西式的更正教教堂。
该堂在许多领域都拥有“韩国第一”的记录，对韩国社会产生了巨大的影响。1918年，该堂安装了管风琴，培养了许多音乐家。